# 로건 앨런
로건 셰인 앨런(Logan Shane Allen, 1997년 5월 23일 ~ )은 미국의 야구 선수이자, 현 KBO 리그의 NC 다이노스의 투수이다.

## 미국 프로야구 시절

### 보스턴 레드삭스 시절
로건 앨런은 2015년 메이저리그 신인드래프트에서 8라운드에 보스턴 레드삭스에 지명됐다. 2015년에는 보스턴 레드삭스 산하 걸프 코스트 레드삭스에서 뛰었고, 20이닝 0.90의 평균자책점을 기록했다. 로웰 스피너스에도 1경기 뛰었는데, 4 1/3이닝 1실점을 기록했다.

### 샌디에이고 파드리스 시절
2015년 11월 13일 로건 앨런, 마누엘 마곳, 하비에르 게레라, 카를로스 아수아헤 ↔ 크레이그 킴브렐의 4:1 트레이드로 샌디에이고 파드리스로 이적했다.
2016년에는 포트웨인 틴캡에서 15경기 (11경기 선발) 출전해 3승 4패 평균자책점 3.33을 기록했다. 부상으로 많은 경기를 소화하지 못했다. 2017년 포트 웨인과 레이크 엘시노어 스톰에서 뛰면서 24경기 출장(23경기 선발) 125이닝 7승 9패 평균자책점 2.95 142탈삼진을 기록했다. 2018년에는 더블A 샌안토니오 미션스와 트리플A 앨패소 치와와스에서 25경기(24경기 선발) 출전해 14승 6패 평균자책점 2.54를 기록했다. 이 해에 텍사스 리그 올해의 투수로 선정됐다. 2019년 시즌에도 앨패소 치와와스에서 시작했다.

## 한국 프로야구 시절

### NC 다이노스시절

#### 2025년 시즌
2025년 광주기아챔피언스필드에서 열린 KIA 타이거즈와의 KBO리그 개막전에 출장해 6이닝 4피안타 1볼넷 5탈삼진 1실점으로 퀄리티스타트를 기록하면서 데뷔했다. 3월 2경기 12이닝 3볼넷 10탈삼진 평균자책점 2.25를 기록했으나 승리는 없었다. 4월에는 5경기 출장해 23 2/3이닝 5패 16볼넷 20탈삼진 평균자책점 6.08로 부진했다. 5월 5일 kt 위즈와의 경기에서 7이닝 3피안타 무실점을 기록하면서 KBO리그 첫 승을 기록했다.